# Маяцкий, Пётр Иванович
Пётр Иванович Маяцкий (1920—2016) — советский военный и политический деятель, капитан 3-го ранга, 1-й секретарь Боковского и Вёшенского райкомов КПСС.

## Биография
Родился 29 июня 1920 года в слободе Кудиновка Мальчевского (ныне Миллеровского) района Ростовской области. 
В 13 лет он уехал работать на шахту имени Артёма в город Шахты — трудился в забое под землей, учился на рабфаке. По комсомольскому набору был призван на службу в Военно-морской флот. С 1939 года служил на эскадренном миноносце «Бодрый». 
Участник Великой Отечественной войны с начала и до конца. Был трижды ранен. В 1942 году вступил в ряды ВКП(б)/КПСС. До июля 1946 года служил в сороковом полку Ставки Верховного Главнокомандующего парторгом батальона и заместителем командира батальона по политчасти. 
После демобилизации Пётр Иванович окончил Ростовский педагогический институт и Ростовскую партийную школу (1950). После учебы был направлен на работу в Мальчевский райком партии, где работал сначала третьим, а затем вторым секретарем районного комитета КПСС. В ноябре 1956 года был избран первым секретарем Боковского, а в январе 1965 года — Вешенского РК КПСС. В 1970 году было решено восстановить Боковский район, и Указом Президиума Верховного Совета СССР Пётр Иванович Маяцкий стал его руководителем. В октябре 1961 года он был участником XXII съезда КПСС.
В сентябре 1983 года Маяцкий достиг пенсионного возраста, но продолжал работать. На протяжении многих лет был председателем Боковского районного Совета ветеранов войны и труда, Вооруженных сил и правоохранительных органов, заместителем председателя областного совета ветеранов по северу Ростовской области, членом Президиума областного совета ветеранов.
При участии Петра Ивановича удалось сохранить и отреставрировать в станице Каргинской Боковского района казачий дом, в котором жила семья писателя Шолохова и прошли его детские и юношеские годы. Дом и подворье вошли в комплекс Государственного музея-заповедника М. А. Шолохова. О своей жизни и работе рядом с Михаилом Александровичем Шолоховым Маяцкий написал книгу «Колокола памяти», изданную в 2003 году.
Умер 30 января 2016 года в станице Боковской.
3 сентября 2016 года в Боковской состоялось торжественное открытие бюста П. И. Маяцкому.

## Награды
- Был награждён орденами Ленина (дважды), Октябрьской Революции, Знак Почёта, Отечественной войны 1-й степени и орденом Красной Звезды, а также многими медалями, в числе которых «За отвагу».
- Почётный гражданин станицы Боковская (1983) и Боковского района (2017).[4]